# Léon Lahaye
Pour les articles homonymes, voir Lahaye.
Léon Lahaye, né le 24 février 1857 à Liège et mort le 17 mai 1943 , est un archiviste et érudit belge.

## Biographie
Il fait ses études au collège Saint-Servais, puis à partir de 1874 à la Faculté de philosophie, de lettres et de droit de l'université de Liège, où il suit également des cours d'histoire que l'on venait d'inaugurer. 
Après un passage par le barreau, il devient en 1885 Conservateur du Dépôt d'archives de l'État à Namur. 
En mai 1906 il devient responsable des archives de l'État à Liège. 
Membre de la Société des bibliophiles liégeois en 1887, puis vice-président, il en devient président en 1914. 
Auteur en 1931 (Société des bibliophiles liégeois) de Analyse des actes contenus dans les registres du Scel des grâces, et de nombreuses publications dans le Bulletin de cette société, dans celui de l'Institut archéologique liégeois, de la Société d'art et d'histoire du diocèse de Liège et nombre d'autres. Il s'est aussi occupé de la copie de généalogies de familles nobles contenues dans les 25 volumes formant la première partie du fameux Fonds Le Fort. 
Il fait une chute dans sa bibliothèque et meurt un mois plus tard le 17 mai 1943.

## Publications
- « Les paroisses de Liège », Bulletin de l'institut archéologique liégeois, Liège, t. XLVI,‎ 1921, p. 1-208 (ISSN 0776-1260, lire en ligne)
- « Le testament de F.-X. de Feller », Chronique archéologique du pays de Liège, t. XXII, no 2,‎ avril-juin 1931, p. 47-48 (lire en ligne)
- « Une famille d'imprimeurs liégeois en France », Chronique archéologique du pays de Liège, t. XXII, no 3,‎ juillet-septembre 1931, p. 89-90 (lire en ligne)
- « À propos du peintre Jos. Bernimolin », Chronique archéologique du pays de Liège, t. XXIII, no 2,‎ avril-juin 1932, p. 34-37 (lire en ligne)
- « Un document faux », Chronique archéologique du pays de Liège, t. XXIV, no 2,‎ avril-juin 1933, p. 24-26 (lire en ligne)
- « Le sculpteur Jacoris », Chronique archéologique du pays de Liège, t. XXIV, no 4,‎ octobre-décembre 1933, p. 72-76 (O)
- « Quelques vieux documents liégeois. 1276-1293 », Chronique archéologique du pays de Liège, t. XXXII,‎ 1941, p. 32-35 (lire en ligne)

## Sources
- Notice anonyme en tête du catalogue de vente Bibliothèque Léon Lahaye 1e partie et autres provenances, Librairie Louis Moorthamers, Vente publique samedi 4 octobre 1986 à la Galerie Falmagne à Bruxelles[source insuffisante].